# Hypoderma dryadis
Hypoderma dryadis är en svampart som beskrevs av Nannf. ex L. Holm 1979. Hypoderma dryadis ingår i släktet Hypoderma och familjen Rhytismataceae.  Arten är reproducerande i Sverige. Inga underarter finns listade i Catalogue of Life.